# Tianzhou 5
Tianzhou 5 (em chinês: 天舟五号) é a quinta missão da espaçonave de carga não tripulada da classe Tianzhou e a quarta missão de reabastecimento para a Estação Espacial Tiangong. Como as missões anteriores de Tianzhou, a espaçonave foi lançada do Centro de Lançamento Espacial de Wenchang em Ainão, China, em um foguete Longa Marcha 7. Ele foi colocado em órbita com sucesso em 12 de novembro e atracado na Estação Espacial Tiangong no mesmo dia. O processo de encontro e acoplamento durou 2 horas e 7 minutos, estabelecendo um recorde mundial para o encontro e acoplamento mais rápido entre uma espaçonave e uma estação espacial, superando as 3 horas e 3 minutos da Soyuz MS-17.

## Espaçonave
A espaçonave de carga Tianzhou tem várias diferenças notáveis com a Tiangong 1, da qual é derivada. Tem apenas três segmentos de painéis solares (contra 4 da Tiangong), mas tem 4 motores de manobra (contra 2 da Tiangong).